# Arwi’um
Arwi'um – według „Sumeryjskiej listy królów” dwunasty władca należący do tzw. I dynastii z Kisz. Dotyczący go fragment brzmi następująco:
„Arwi'um (z Kisz), syn Maszdy, panował przez 720 lat”.